# Christian Meichelt
Christian Meichelt (* 1776 in Nürnberg; † nach 1840 (1830?), genaue Daten unbekannt) war ein Kupferstecher und Miniaturmaler.

## Leben
Über das Leben und Wirken Christian Meichelts ist wenig bekannt. Er wurde bei Ambrosius Gabler (1762–1834) in Nürnberg ausgebildet und arbeitete anschließend in der Offizin von Christian von Mechel in Basel. Ab 1798 war er als Zeichenlehrer in Lörrach am dortigen Pädagogium (heute Hebel-Gymnasium) tätig. Zu seinen Schülern gehörte hier sehr wahrscheinlich auch der spätere Historien- und Schlachtenmalers Friedrich Kaiser. Später kehrte er wieder nach Basel und nach Bern, wo er zwischen 1820 und 1829 für Johann Peter Lamy arbeitete, zurück. 1827 war Meichelt wieder in Lörrach ansässig. Georg Kaspar Nagler berichtet 1840 in seinem Eintrag zu Cristian Meichelt kein Sterbedatum. Die letzte bekannte Ansicht C. Meichelts, ein Motiv aus Heidelberg, wurde 1841 veröffentlicht. Wann er verstorben ist, wird in den Quellen nicht erwähnt.

## Familie
Meichelt heiratete Katharina Schöpflin. Bekannt sind zwei Kinder:
- Heinrich Meichelt (1805–1880), Landschaftsmaler und Kunstpädagoge
- Amalia Sophia Maria (* 1807)[3]

Christian Meichelt war Pate des Architekten Friedrich Eisenlohr.

## Werke
- Mehrere geätzte Blätter für Shakespeare-Ausgaben in (der Werkstatt von Mechel hergestellt)
- Zehn Blatt der Erdmannshöhle gezeichnet und gestochen 1804
- Zwei Blatt mit Ansichten des Schloss Rötteln mit Umgebung
- Innenansicht einer Schwarzwälder Glashütte (Aquatinta)
- Krönung Karls des Großen (Rom, St. Peter, 25.12.800 durch Leo III.) Aquatintaradierung nach Johann Friedrich Dieterich (1787–1846)
- Mehrere Stiche nach Zeichnungen von Johann Jacob Meyer zu Malerische Reise nach Heidelberg (1824) Digitalisat
- Landschafts- und Architekturveduten

Christian Meichelt verarbeitete hauptsächlich Motive aus der Schweiz und aus Süddeutschland. Im Rheinalbum VUES DU BORDS DU RHIN von ca. 1832 mit altkolorierten Aquatinten aus den Koblenzer Verlagen Franz Friedrich Röhling und Karl Baedeker, sind jedoch auch vier Stiche von Burgen und Schlössern des Mittelrheins enthalten.

### Aquatinta von Christian Meichelt nach Vorlage von Johann Adolf Lasinsky

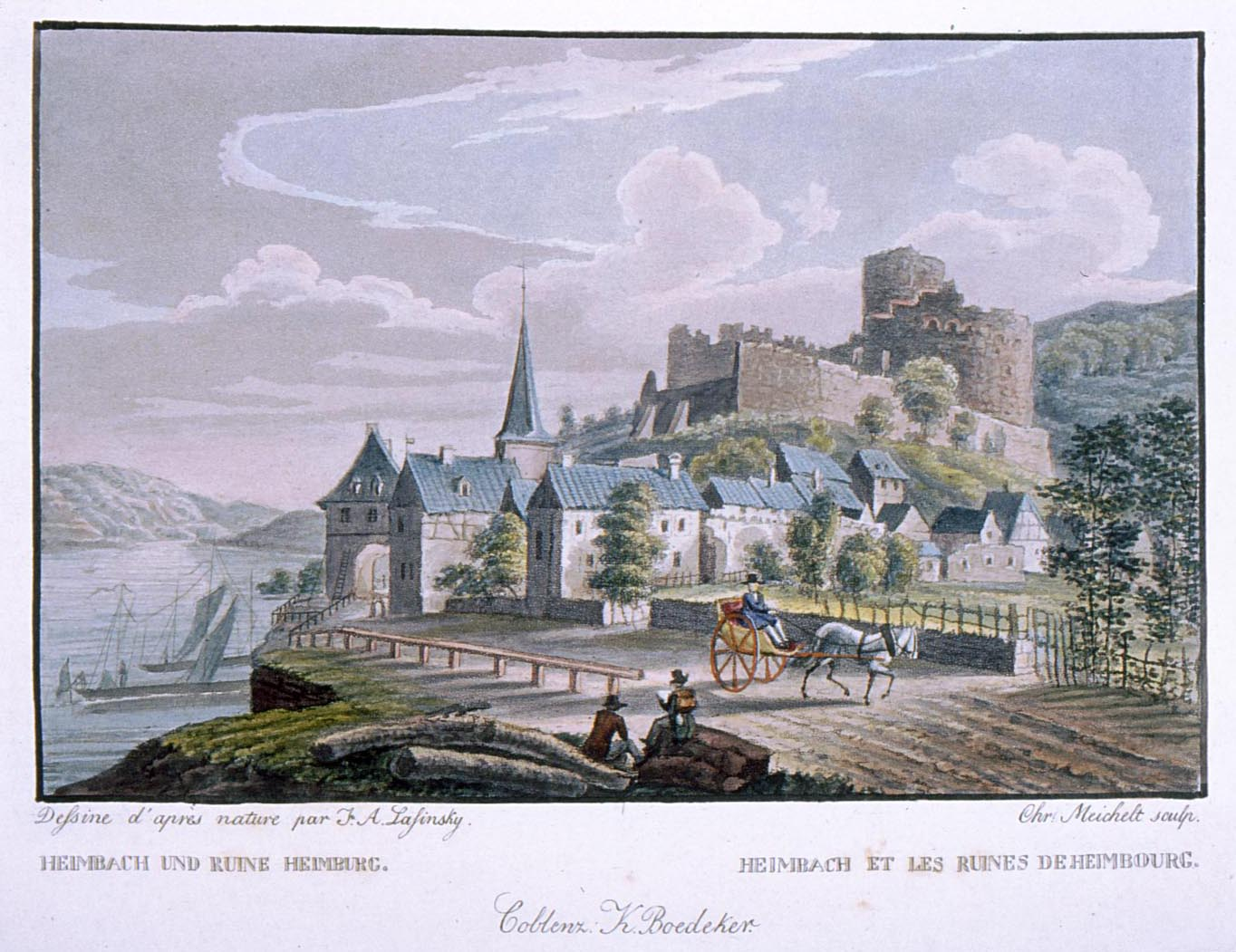
Ruine Heimburg bei Niederheimbach
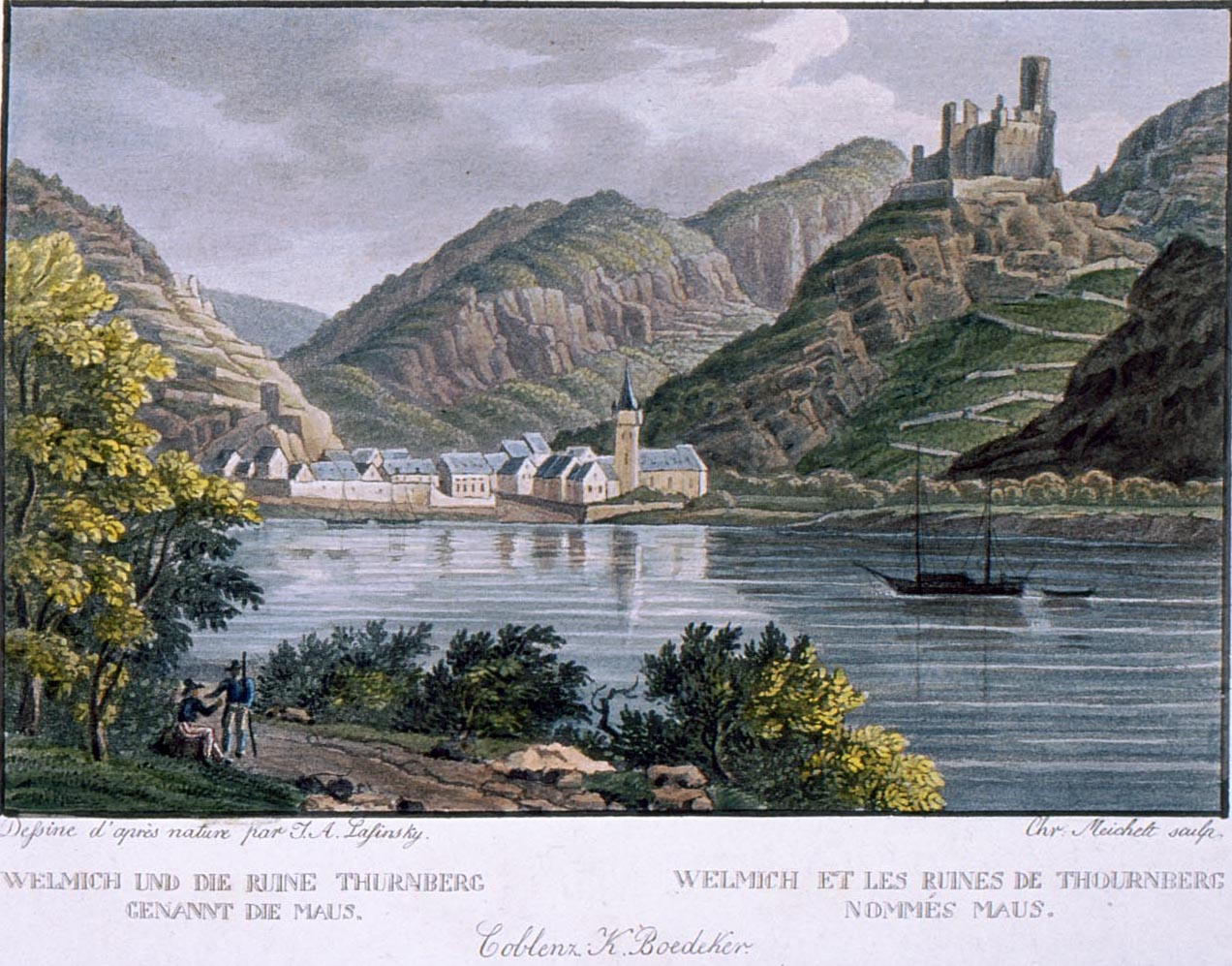
Wellmich mit Burg Maus
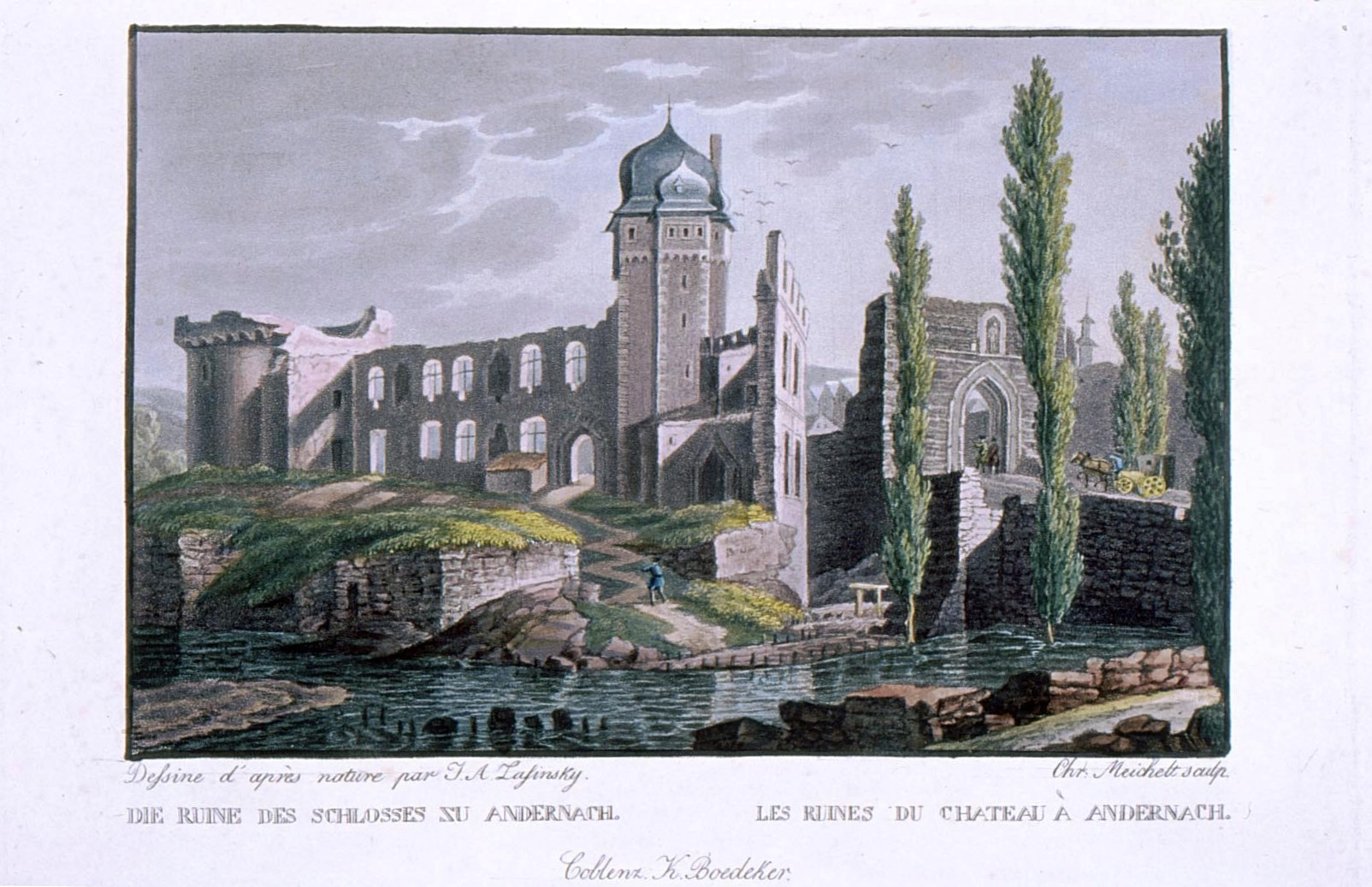
Ruine Schloss Andernach
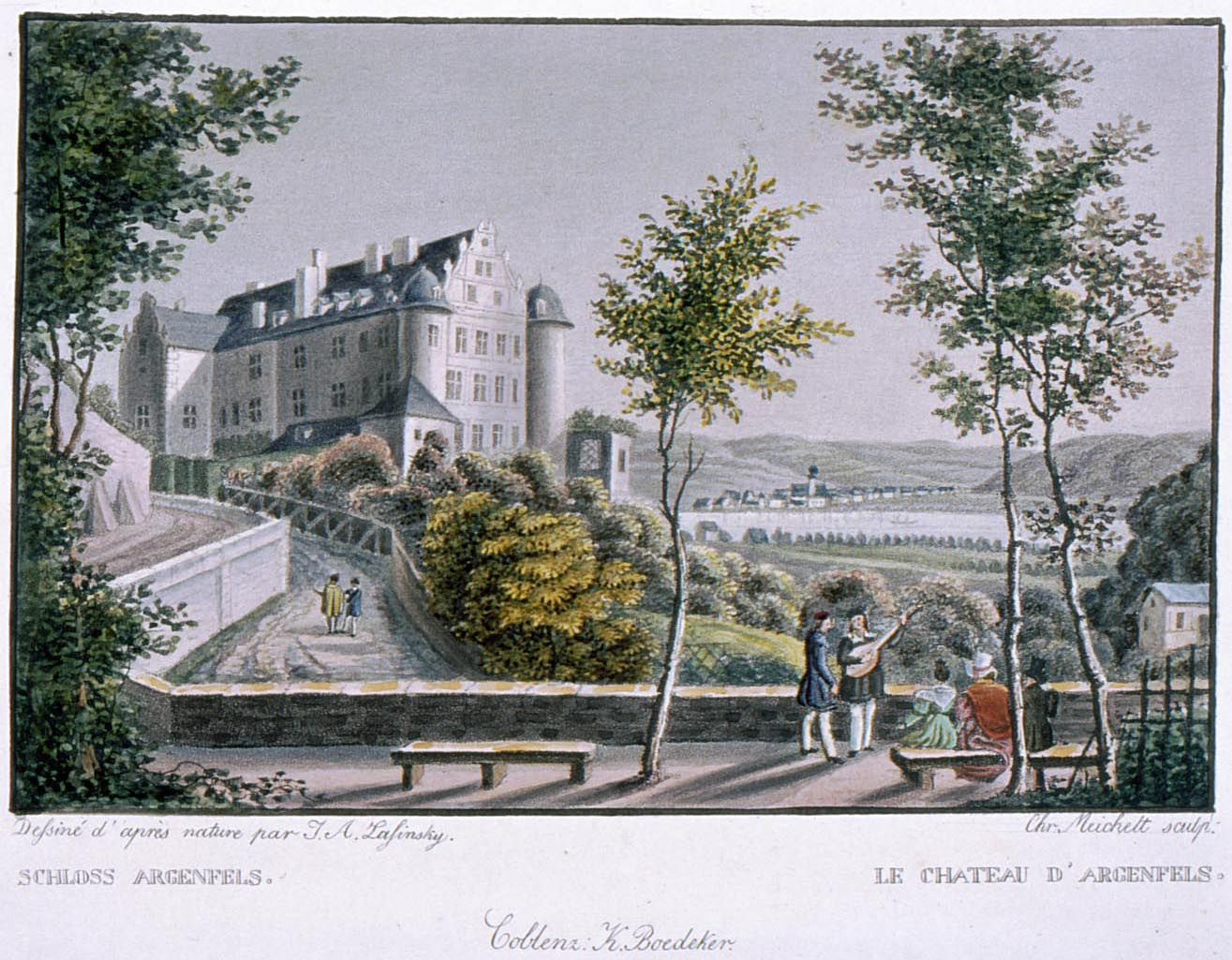
Schloss Ar(g)enfels, Bad Hönningen